# 告別回憶系列
告别回憶（旧译）是日本遊戲廠商KID公司自1999年製作於家用遊戲機的一系列戀愛遊戲，以及以此衍伸出來的動畫、小說、漫畫等系列作品。
本系列遊戲以追求劇情及故事性為主，受到日本玩家的好評，並於2000年起將其作品移植到個人電腦上。2001年，北京新天地在中国大陆发售本系列的初代《秋之回憶》PC版，开创了本系列进军東亞的先河。
原本受到製作公司KID破產的影響，預訂在2007年2月發售的《秋之回憶5：安可》暫停開發。但2007年2月初，CyberFront收购該公司旗下所有作品系列版权，并将本系列剩余未完成作品托付由KID部分原班人马组建而成的5pb.公司完成开发。之後，5pb.宣布取得本系列的一切共同版权、开发权与发行权。
2018年6月28日，因未能从娱乐通公司手中买下“秋之回忆”中文商标名，MAGES将系列译名更名为告别回憶，原“秋之回忆”译名来源自初代《秋之回忆》剧情发生在秋天，后渐渐成为中国玩家熟悉的译名。而“告别回忆”则是“Memories Off”的直译，符合游戏剧情的主要框架“告别旧日回忆”。

## 系列作品
以下是至今已發售，或預定發售的產品。

### 遊戲
※PS=Playstation、PS2=PlayStation 2、WSC=Wonder Swan Color、NGP=Neo Geo Pocket、PC=Microsoft Windows、PSP=PlayStation Portable、

iOS=iPhone/iPod Touch Operating System、PS3=PlayStation 3、PS4=PlayStation 4、PSV=PlayStation Vita、PS5=PlayStation 5、NS=Nintendo Switch
- 秋之回憶 （Memories Off） - PS、DC、PC、PSP、PS2（PS2只有中文版與韓文版[3]）、iOS
  - Memories Off Pure - NGP
  - Memories Off Festa - WSC
- 秋之回憶2 （Memories Off 2nd） - PS、DC、PC、PSP
- 想君：秋之回憶 （想い出にかわる君 ～Memories Off～） - PS2、DC、PC、PSP
- Memories Off Duet - PS2、PC、PSP
- Memories Off MIX （メモオフみっくす） - PS2
- 秋之回憶：從今以後 （Memories Off ～それから～） - PS2、PC、PSP
- Memories Off After Rain Vol.1~3 - PS2、PC、PSP
- 秋之回忆#5：中断的影片 （Memories Off #5 とぎれたフィルム） - PS2、PC、PSP
- 秋之回憶：從今以後again （Memories Off～それから again～） - PS2、PC、PSP
- 秋之回憶5：安可（Memories Off #5 encore） - PS2、PC、PSP
- Memories Off History（秋之回憶歷史）- PC （匯集1～5代的故事）
- Your．秋之回憶～Girl's Style～　- PS2、PSP （女性向遊戲）
- 秋之回憶6～T-wave～（Memories Off 6～T-Wave～） - PS2、PSP、Xbox 360、PC、iOS
- 秋之回憶6～Next Relation～ （Memories Off 6～Next Relation～） - PS2、Xbox 360、PSP
- 秋之回憶6 完全版 （Memories Off 6 Complete） -PS3、PSV （是6的～T-wave～及～Next Relation～,這兩部作品的合輯）
- 秋之回憶～打勾勾的記憶～ （Memories Off ～ゆびきりの記憶～） -Xbox 360、PS3、PSV、PSP、PC、IOS
- 告别回忆 -无垢少女- （Memories Off -Innocent Fille-） -PS4、PSV、PC、NS
- 告別回憶 ～無垢少女～ 致最愛的你 （メモリーズオフ -Innocent Fille- for Dearest） -PS4、PSV、PC、NS
- 告别回忆 双想 ～Not always true～（メモリーズオフ 双想 ～Not always true～） -PS4、PS5、PC、NS

### OVA
- Memories Off
- Memories Off 2nd
- Memories Off 3.5 朝向回憶的彼方（Memories Off 3.5 想いでの彼方へ）
- Memories Off 3.5 傳達祈願的時刻（Memories Off 3.5 祈りの届く刻…）
- Memories Off 5 中斷的電影 THE ANIMATION（Memories Off #5 とぎれたフィルム THE ANIMATION）

## 時間線
這年表為整個全系列各代之間的關係製作而成，因「秋之回憶」與「秋之回憶2」的設定年份與其於日本的發售年相同，再加上「1」和「2」遊戲中表示的日期有記載星期，而「想君」 則有明確記載進行的年份為2002年，本表即以2002年為基準，再加上「1」和「2」日期的推算下撰寫而成。
不過官方並沒有公佈任何與年表有關的資訊，因此無法保證此年表完全正確，僅供參考之用。

### 結局設定
各代間互連的結局為：
1. Pure：彩花End
2. 1st：唯笑True End
3. After Rain Vol.1：唯笑End[4]
4. 2nd：螢End

Memories Off自二代后便无官配这一说法，故不在此列出

### 出生
1970年
9月8日：田中一太郎出生
1978年
5月30日：南燕出生
1979年
6月30日：雨宮瑞穗出生
1980年
1月3日：鈴代黎音/稻穗鈴出生
5月3日：霧島小夜美出生
6月30日：白河靜流出生
1982年
3月：一名男嬰被棄置於千羽谷真午育幼院門前，被該院收養並取名「飛田扉」
1983年
5月4日：野乃原葉夜出生
6月16日：三上智也出生
7月12日：今坂唯笑出生
7月13日：花祭果凜出生
8月17日：飛世巴出生
9月3日：壽壽奈鷹乃出生
9月10日：中森翔太出生
9月14日：加賀正午出生
9月25日：白河螢出生
10月24日：鳴海沙子出生
10月28日：黑須彼方出生
11月4日：伊波健出生
12月7日：檜月彩花出生
1984年
1月4日：稻穗信出生
2月3日：雙海詩音出生
3月15日：北原那由多出生
3月20日：音羽香出生
4月7日：河合春人出生
4月13日：相摩希、相摩望出生
11月29日：觀島香月出生
12月12日：小津修司出生
12月19日：仙堂麻尋出生
1985年
1月20日：伊吹美奈裳出生
3月9日：日名雄介出生
4月3日：荷嶋音緒、木瀬步出生
4月6日：藤原雅出生
5月5日：力丸真紅郎（丸紅郎）出生
8月13日：兒玉響出生
8月21日：陵祈出生
11月22日：鷺澤一蹴出生
（確實的生年未知）：理奈出生
1986年
2月5日：百瀬環出生
3月6日：舞方香菜出生
5月19日：荷嶋深步出生
6月6日：早蕨美海出生
8月31日：日名明日香出生
1987年
1月1日：力丸紗代里出生
3月2日：鷺澤緣出生
7月2日：嘉神川クロエ出生
10月11日：一条秋名出生
1988年
6月29日：佐賀亨出生
8月10日：遠峯莉莉絲出生
10月8日：塚本志雄出生
12月23日：箱崎智紗出生
1989年
2月28日：春日結乃出生

### 事件與相遇
1981年
發生成為登波離橋傳說的事件。
1988年
鷹乃在家中的池子溺水，陷入病危，其母因此得了精神障礙。同年內父母離婚，鷹乃則寄住在叔父家
1989年
健因為母親的一句話，而有一段時間不相信任何人
1990年
4月：正午、彼方進入不同的小學就讀
正午騎單車到千羽谷，遇到沙子
彼方在千羽谷商店街公園跟沙子大吵一架，造成大腿和眼皮上受傷
沙子的母親過世
那由多、沙子的父親（鳴海勳）與那由多的母親結婚，全家搬到藤川
1991年
智也將價值數百萬日幣的錦鯉做成鯉魚旗，造成轟動。
1992年
4月：祈與彼方進入同一所小學就讀
1993年
4月：健進入當地的少年足球隊『爵士』
5月30日：燕開始遭受父親的酷刑
健向宮田利枝告白，不過遭到回絕
（不明，4月以後）巴的弟弟（飛世淳）過世
1994年
3月：一蹴潛逃離開育幼院，在正門前發生車禍，身受重傷。葉夜的父親在這場車禍中喪生。
理奈去世
扉離開真午育幼院
一蹴成為鷺澤家的養子
1995年
夏天：翔太在足球賽後遇到燕，並在朝風莊等地流連忘返
1996年
3月：史希救了差點被車撞的信
4月：智也、正午、彩花、唯笑、螢、巴、彼方、果凜、葉夜進入藍之丘第二中學就讀
健進入櫻峰第二中學就讀
小夜美、靜流進入澄空學園就讀
（4~5月）正午在蘆鹿島電鐵上再次與彼方相遇；彼方記起正午，不過正午沒有回想起來
夏天：正午受到彼方和果凜的勸誘，初次去蘆鹿島煙火大會

### 1997年
Memories Off Pure 開始―――――――
4月8日：智也、彩花，因換班而同在2年B班
5～12月間：智也與彩花開始交往
――――――― Memories Off Pure 結束
12月：彩花，在大雨中發生車禍過世。（信目擊到整件事的發生）
1998年
12月24日：彼方，在和正午一起參加演唱會時喊出了「我愛你!」，回程獨自在千羽谷公園找遺落物時碰到了發堀模特兒的星探。
年内：藍之丘第二中學校遠足
年内：小夜美的弟弟（霧島克也）發生車禍過世
1999年
3月10日：藍之丘第二中學畢業典禮
4月:智也、信、唯笑、巴等人進入澄空學園就讀
健、正午、翔太、螢、鷹乃、彼方、果凛、葉夜等人進入濱吹學園就讀
小夜美、静流進入千羽谷大學就讀
那由多，進入一所全校住校制高中就讀、並在此時對自己的存在感到疑惑，開始自殘。
8月31日：彼方祖母的告別式
9月1日：彼方在完全沒有說明的情況下離開正午，並轉離濱吹學園。

### 2000年
秋之回憶2：雪螢 開始―――――――
1月：螢，在練鋼琴時看到正在練足球的健，並對他一見鍾情
1～2月：螢和巴在酪蕯克櫻峰店碰到正在實習中的信。
4月：美奈裳、希、進入澄空學園就讀
春人、雄介、修司、香月、進入綾園學院高中部就讀
麻尋、進入千羽谷第一高中就讀
健與螢、剛好都轉到2年E班，作同班同學
8月時：朝風莊內東邊的兩房間因火災而半毀
夏天：在蘆鹿島大煙火大會上，螢和巴兩個人結伴一起欣賞
9月：詩音、從秘魯轉學至澄空學園就讀
健、開始一個人在朝風莊生活。
9月29日：香，對情人不告而別。
9月30日：智也的母親，前往其父之赴任地。從此智也就一直處在一個人生活的狀態。
秋之回憶 開始―――――――
10月1日：香、轉入澄空学園
10月3日：小夜美、開始代替母親在澄空學園的合作社幫忙。
10月下旬：螢，開始為藤川少年合唱團作鋼琴伴奏。
10月28日：唯笑、拒絕了信的告白，開始與智也交往。
11月17日：智也與唯笑、在大雨中確認了彼此的心意。
――――――― 秋之回憶 結束
11月18日～30日：澄空學園校慶。健遇到了智也和信。希與望，見到美奈裳的風景畫，相當感動。
11月下旬：希進入學校的美術社，但是沒有見到美奈裳。
12月7日：螢在登波離橋上對健告白。
12月25日：健對螢告白，兩人開始交往。
年内：静流取得普通汽車駕照。

### 2001年
小說「 Memories Off Bridge 」開始―――――――
3月：片倉史希至澄空學園擔任臨時講師
信、向史希告白，不過被婉拒
4月：信、從澄空學園退學
4月：信、與香在海邊散步時中撿到TOMOYA、並開始飼養牠
一蹴、祈、雅、香菜、步、進入濱吹學園就讀。
音緒、進入千羽谷第一高中就讀
環、進入仁成高中就讀
信、開始一個人住在朝風莊，並遇到螢。
―――――――小說「 Memories Off Bridge 」 結束
Memories Off After Rain Vol.1 折鶴 開始―――――――
5月6日：智也在千羽谷救了差點被車撞的巴
5月7日：澄空學園・濱吹學園至京都遠足
5月9日：智也、在平安神宮與唯笑再次確認彼此的心意
――――――― Memories Off After Rain Vol.1 折鶴 結束
6月：螢，參加NPA鋼琴大賽初賽，並且通過。
7月：健、在全國高中足賽大賽縣預賽第四回比賽敗北，並從足球社引退。
秋之回憶2 開始―――――――
8月2日：燕，搬至朝風莊。同日健、希，開始在酪蕯克櫻峰店打工。
8月5日：翔太、在朝風莊和健發生爭吵，並與燕再次相遇
8月14日：螢，參加NPA鋼琴大賽複賽，並且通過。
8月24日：蘆鹿島煙火大會開始。祈在教會裡對一蹴告白。
8月26日：NPA鋼琴大賽決賽。螢取得優勝，並在當天晚上出發前往維也納
8月30日：燕、搬離朝風莊
8月31日：籃子劇團第26回公演『TSUBASA』開始
9月27日：健、在眾人的喝采聲中於濱吹學園的操場和螢擁吻。（此事成為該校的傳說）
――――――― 秋之回憶2 結束
9~10月：健和螢相約在登波離橋, 把達成願望的掃睛娘拋進河裡. 但同日為解決一年前的侵入事件, 由TOMOYA把掃睛娘找回。
――――――― 秋之回憶2：雪螢 結束
9月27日：信到印度旅行。
12月13日：一蹴，接受葉夜的勸誘，兩人開始在「Narazu-Ya」打工。

### 2002年
2月：信在印度受難，被一太郎所救
3月：正午開始獨居於千羽谷。
正午、在登波離橋附近遇見信。之後初入cubic cafe又再次相遇。
4月1日：智也開始浪人（重考）生涯。
4月：唯笑進入藤川市立護理専校就讀
4月：正午、那由多、沙子、健等人進入千羽谷大學就讀
果凛進入青峯學院大學就讀
緣與紗代里進入濱吹學園就讀
深步進入千羽谷第一高中就讀
明日香、美海、進入綾園學院高中就讀
4～5月：正午、在大學迎新會中認識小夜美和靜流。
7月上旬：環、在修學旅行中一個人獨自脫隊，並在千羽谷認識扉。
想君：秋之回憶 開始―――――――
7月8日：正午與彼方在cubic cafe重逢。在附近與沙子再會（不過兩人都沒記起過去的事）
7月13日：cubic cafe的常客在店內拍下合照。
7月19日：音緒開始在cubic cafe打工
7月27日：蘆鹿島煙火大會開始
7月28日：TOMOYA、在信的住處失蹤。
8月8日：信、在前往澄空學園找史希的途中、找回TOMOYA。
Memories Off 3.5 朝向回憶的彼方 開始―――――――
9月7日：一太郎、在和彼方約會中發生交通意外死亡
9月9日：田中一太郎告別式
11月：静流開始在「Narazu-Ya」代理該店店長職務。

### 2003年
1月4日：信、出發前往尼泊爾旅行
3月10日：雄介，拍下了麻尋表示「自己可能會殺人」的影片（兩捲錄影帶分出了前後段）
4月：春人、雄介、修司、香月，進入千羽谷大學就讀，將Micky老師死後解散的CUM研延續，成立新的CUM研。
5月9日：雄介、將自己拍有麻尋前段影像的影帶交給春人，數小時後在自家公寓和麻尋的父親發生激烈爭吵。
兩人最後在麻尋的眼前從公寓8樓墜樓摔死。
小說「 秋之回憶#5 ～Promise&Wish～ 」 開始―――――――
5月：麻尋開始在酪蕯克櫻峰店打工，並在此認識信
5月：明日香、開始在Burger Wake千羽谷店打工，並在此認識擔任店經理的瑞穗

### 2004年
年初：信從北海道單人旅行回來,並帶了土產"大馬哈魚的狗熊"給麻尋當禮物
2月上旬：螢趁放假時回來日本
秋之回憶：從今以後 開始―――――――
2月14日：祈在大雨中突然的與一蹴分手
3月9日：在藤川舉辦的鋼琴演奏會中，祈未彈指定曲，而演奏「超絕技巧練習曲第9號」。
3月10日：濱吹學園第34屆畢業典禮
4月：木瀬步、進入千羽谷大学就讀
――――――― 秋之回憶：從今以後 結束
秋之回憶#5：中斷的影片 開始―――――――
（與小説「Memories Off #5 last preview」同時）
同日：春人，搬入日暮莊。
4月8日：春人、明日香、香月、修司，在CUM研社辦突如其然與麻尋再次相遇。
―――――――小說「 秋之回憶#5 Promise&Wish 」 結束
4月12日：步、加入CUM研。
4月15日：春人與麻尋和解。
4月18日：明日香向春人告白，不過被春人婉拒。
4月23日：電影「光的階梯」開拍。
5月2日：明日香於CUM研社辦再次向春人告白，不過仍被婉拒。春人同時向麻尋告白。
5月5日：麻尋向春人告白，兩人確認彼此的心意。
5月7日：「光的階梯」麻尋部份拍攝完畢。
5月9日：麻尋搬離現住地，對春人不告而別。
6月：電影「光的階梯」拍攝完畢
―――――――小説「 Memories Off #5 last preview 」結束
7月：CUM研成員與麻尋重逢。
――――――― 秋之回憶#5：中斷的影片 結束
――――――― 秋之回憶：從今以後again 結束
小説「 Memories Off #5 distance 」開始―――――――
7月末：電影「Drop of memory」開拍

### 同一時間軸下的作品
以下是除了屬小遊戲性質的Memories Off Festa和Memories Off MIX外，於同一時間軸下的作品。
- Memories Off Pure - Memories Off - 登場角色的初中時代
- Memories Off
- Memories Off 2nd ～雪螢～ （收錄於Duet） - 描寫2nd伊波健與白河螢最初相識時
- Memories Off After Rain Vol.1
- Memories Off 2nd
- Memories Off After Rain Vol.2 - 敘述白河螢放棄留學，2nd之後的故事（故事是接在2nd螢與巴共同的結局之後，跟《想君：秋之回憶》的初始設定上有矛盾）
- Memories Off After Rain Vol.3
- 想君：秋之回憶
- 秋之回憶：從今以後
- 秋之回憶#5：中斷的影片
- 秋之回憶：從今以後again
- 秋之回憶6～T-wave～
- 秋之回憶6～Next Relation～
- 秋之回憶7～ゆびきりの記憶～

## 製作參與者
- 製作人：市川和弘、龟谷恒治、柴田太郎
- 系列監修：柴田太郎
- 角色設計、原案：佐佐木睦美、興水隆之、森井しづき
- 作曲：阿保剛、林克洋
- 音响制作：SCITRON DIGITAL CONTENTS→5pb.（#5以后）
- 製作、著作：KID→5pb./CyberFront
- 简体中文版发行：北京新天地（初代、2nd）→光谱博硕→北京娱乐通→寰宇之星→網易遊戲
- 繁体中文版發行：智冠科技（初代）→光譜資訊→光荣特库摩（7）→世嘉

## 資料來源
1. ↑  . Twitter.   [2018-06-28]. （原始内容存档于2018-07-01） （英语）.
2. ↑  . zhongchou.modian.com.   [2018-06-28]. （原始内容存档于2019-07-23） （英语）.
3. ↑  http://www.gamespot.co.kr/ps2/preview/0,39041881,1002297%5B%5D
4. ↑  After Rain Vol.2/3的初始設定與「想君」有矛盾（接續於2nd巴Normal End，即螢和巴的共同結局），所以這部份並沒有記載於本年表。

## 外部連結
- （中文）Memories Off Area （页面存档备份，存于）（玩家自行整理）